# Inversion de Walden
L'inversion de Walden est une inversion de configuration d'un centre stéréogène au cours d'une substitution nucléophile bimoléculaire (SN2). Elle porte le nom du chimiste letton Paul Walden qui l'a découverte en 1896 en travaillant sur les énantiomères de l'acide hydroxybutanedioïque.
La configuration change quand une espèce chimique Xabcd (où X est typiquement un carbone), qui a un arrangement tétraédrique des liaisons, est convertie en une espèce Xabce qui a la configuration absolue opposée.
Cependant, une inversion de Walden peut inverser la configuration du centre stéréogène sans pour autant modifier la configuration absolue.